# سرگئی بودوروف جونیور
سرگئی سرگیِویچ بودوروف (روسی: Серге́й Серге́евич Бодро́в؛ ۲۷ دسامبر ۱۹۷۱ – ۲۰ سپتامبر ۲۰۰۲) هنرپیشه، کارگردان و فیلم‌نامه‌نویس اهل اتحاد جماهیر سوسیالیستی شوروی بود. وی بین سال‌های ۱۹۸۹ تا ۲۰۰۲ میلادی فعالیت می‌کرد.
از فیلم‌ها یا برنامه‌های تلویزیونی که وی در آن نقش داشته‌است، می‌توان به جنگ و برادر اشاره کرد.
وی به همراه گروه فیلمبرداری خود در سال ۲۰۰۲ توسط بهمن درگذشت. جسد سرگی و هیچیک از اعضای تیمش تا به امروز پیدا نشدند.

## فیلمنامه
| سال  | عنوان                                   | عنوان اصلی                     | نقش                           |
| ---- | --------------------------------------- | ------------------------------ | ----------------------------- |
| ۱۹۸۶ | من از شما متنفرم                        | Я тебя ненавижу                | یک پسر در یک باشگاه اسب سواری |
| ۱۹۸۹ | آزادی بهشت است                          | Свобода — это рай              | زندانی                        |
| ۱۹۹۲ | پادشاه سفید، ملکه سرخ                   | Белый король, красная королева | پستچی                         |
| ۱۹۹۶ | زندانی قفقازی                           | Кавказский пленник             | ایوان ژیلین                   |
| ۱۹۹۷ | برادر                                   | Брат                           | دانلیا باذروف                 |
| ۱۹۹۸ | استریجر                                 | Стрингер                       | ودیک                          |
| ۱۹۹۹ | شرق-غرب                                 | Восток-Запад                   | ساشا واسیلیف                  |
| ۲۰۰۰ | برادر ۲                                 | Брат 2                         | دانلیا بادروف                 |
| ۲۰۰۱ | بیایید آن را به شیوه ای سریع انجام دهیم | Давай сделаем это по-быстрому  | دیما                          |
| ۲۰۰۱ | خواهران                                 | Сёстры                         | دانلیا باقروف                 |
| ۲۰۰۲ | جنگ                                     | Война                          | کاپیتان مدودف                 |
| ۲۰۰۲ | بوسه بیا                                | Медвежий поцелуй               | میشا                          |
| ۲۰۰۲ | متصل (تکمیل نشده)                       | Связной                        | آلکس سمیونف، زباله دار        |
| ۲۰۰۸ | مورفین                                  | Морфий                         | نویسنده اسکریپت               |